# Ouvéa
Ouvéa – miasto na Nowej Kaledonii (terytorium zależne Francji), na wyspie Ouvéa (Wyspy Lojalności); 4 500 mieszkańców (2006). Przemysł spożywczy.